# James Craig, 1. Viscount Craigavon

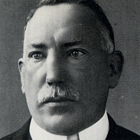
James Craig, 1. Viscount Craigavon

James Craig, 1. Viscount Craigavon PC, PC (NI) (* 8. Januar 1871 in Belfast; † 24. November 1940 in Glencraig, County Down) war ein bekennender Unionist, Vorsitzender der Ulster Unionist Party und erster Premierminister von Nordirland.

## Leben
James Craig wurde 1871 in der Ost-Belfaster Vorstadt Sydenham als Sohn einer wohlhabenden Brennerei-Familie geboren, die ihr Geld mit Whiskey verdiente. Sein Vater besaß ein großes Landhaus, Craigavon genannt. Craig erhielt seine schulische Ausbildung an der Merchiston Castle School im schottischen Edinburgh. Nachdem er als Aktienhändler gearbeitet hatte, ging er zur British Army und kämpfte als Offizier der Royal Irish Rifles im Zweiten Burenkrieg. Er stieg 1902 in den Rang eines Captain auf.

## Politisches Wirken
Nach seiner Rückkehr nach Irland wurde er zum Abgeordneten des britischen House of Commons für den Wahlkreis East Down gewählt. Diesen Sitz hatte er von 1906 bis 1918 inne. Ab 1918 bis 1921 war er Abgeordneter des Wahlbezirks Mid Down. Seit 1919 war er in verschiedenen Positionen Mitglied der Regierung unter Premierminister Lloyd George.
Craig versammelte kurz vor dem Ersten Weltkrieg in der Provinz Ulster die oppositionellen, unionistischen Kräfte gegen die sogenannte Home Rule. Zu diesem Zweck gründete und organisierte er die paramilitärischen Ulster Volunteers und kaufte Waffen aus dem Deutschen Kaiserreich. Bei Ausbruch des Ersten Weltkriegs meldeten sich viele Mitglieder der Ulster Volunteers freiwillig zur British Army und bildeten dort insbesondere die Ulster Division in der auch Craig als Generaladjutant und Quartiermeister der Ulster Division diente. Nach dem Krieg wurde Craig Honorary Colonel der Royal Irish Rifles.
Im Februar 1921 löste Craig Edward Carson als Vorsitzender der Ulster Unionist Party ab. In der ersten Nordirischen Parlamentswahl im Jahre 1921 zog er für den Wahlkreis County Down in das neu geschaffene Unterhaus für Nordirland ein. Im Juni 1921 wurde Craig der erste Premierminister von Nordirland. Als Anhänger des Oranier-Ordens und überzeugter Anti-Katholik erwiderte er 1934 auf die Aussage von Éamon de Valera, dass Irland eine Catholic nation sei:

“I have always said I am an Orangeman first and a politician and Member of this Parliament afterwards … The Hon. Member must remember that in the South they boasted of a Catholic State. They still boast of Southern Ireland being a Catholic State. All I boast is that we are a Protestant Parliament and a Protestant State.”

1918 wurde er als Baronet, of Stormont in the County of Down, in den erblichen niederen Adelsstand erhoben und 1927 als Viscount Craigavon, of Stormont in the County of Down, zum erblichen Peer erhoben. Mit letzterem Titel war ein Sitz im House of Lords verbunden. Craig erhielt Ehrendoktorwürden der Queen’s University of Belfast (1922) und der University of Oxford (1926).
Craig starb 1940 friedlich auf seinem Gut in Glencraig, County Down im Amt als Premierminister. Sein Nachfolger wurde der Finanzminister John Miller Andrews.

## Familie
Aus seiner 1905 geschlossenen Ehe mit Cecil Mary Tupper († 1960) hatte er eine Tochter und zwei Söhne, von denen der ältere, James Craig, 1940 seine Adelstitel erbte.